# グレッチェン・カールソン
グレッチェン・エリザベス・カールソン （Gretchen Elizabeth Carlson、1966年6月21日  - ）は、アメリカ人ジャーナリスト、作家、元テレビ評論家。 
2017年にタイム誌の「世界で最も影響力のある100人」の1人に選ばれた。カールソンは、故郷のミネソタ州代表で1989年のミス・アメリカに選ばれた。スタンフォード大学を優等で卒業した後、テレビでキャリアを始めた。 いくつかのローカルネットワークアフィリエイトのアンカーおよびレポーターとしての経験を得たのち、2000年に特派員としてCBSニュースに参加し、The Early Showの土曜日版の共同ホスト（co-host）となった。 
2005年、カールソンはFOXニューステレビチャンネルに移り、スティーブ・ドゥーシーとブライアン・キルミードとともに朝の番組Fox＆Friendsの共同ホストになった。2013年、彼女はFox＆Friendsからの辞任を発表し、その後すぐに、Gretchen CarlsonとThe Real Storyという新しい番組を立ち上げた。 Fox Newsとの契約は2016年6月23日に終了した。 同年7月6日、彼女は当時のFox News会長兼CEOのロジャー・エイルズに対してセクハラを訴える訴訟を起こした。その後、他の何十人もの女性もまた、エイルズによるハラスメントを告発するために前進し、エイルズは圧力の下で辞任した 。 2016年9月、カールソンと21世紀フォックス社は、2000万ドルで和解した。  
彼女の自伝「Getting Real」は、2015年にVikingより出版された。2冊目の本、Be Fierce：Stop Harassment and Take Your Power Backは2017年にHachetteから出版され、「ニューヨークタイムズのベストセラー」になった。 

## 生い立ち
カールソンは、Karen Barbara (Hyllengren) とLee Roy Carlsonの娘で、ミネソタ州アノーカの ルーテル信徒の家族のもとで育った。スウェーデン系。カールソンの祖父は、アメリカ合衆国で2番目に大きいルーテル教会の牧師だった。彼女はアノカヘネピン学区11のアノカ高校を卒業し、1984年の卒業生総代を務めた。彼女の幼年期のベビーシッターの1人に、後の共和党 議員であるミシェル・バックマンがいた。 
幼少期のカールソンは、ラジオやテレビで演奏するバイオリニストだった。 
1984年、カールソンはアノカ・ホームカミング（卒業生やその家族、元教職員などを母校に招いて歓待するイベント）アテンダントの1人に選出された。1988年には、ミス・ミネソタを獲得した。 
カールソンはスタンフォード大学で組織行動（organizational behavior）を研究し、卒業した。在学中オックスフォード大学に留学し、ヴァージニア・ウルフの作品を研究した 。 
2011年9月、カールソンはアノカ高校の殿堂入りを果たした。 

## キャリア

### テレビニュース

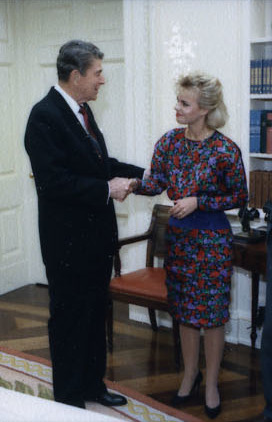
1988年、ロナルド・レーガン 大統領とカールソン

1989年ミス・アメリカになった翌年、カールソンはWRIC-TVの共同キャスターと政治コメンテーターとなった。 Style Weeklyは、当時「低視聴率チャンネル」であったWRIC-TVにとってのクーデターと評した。 1992年に、彼女はメディア・コメンテーターとしてWCPO-TVに参加し、2年間在籍した。その後WOIOで働き、同僚のデニス・デュファラと共同アンカーを務め、プライムタイムのメジャーマーケットニュースキャストを共同アンカーした最初の女性になった。 
次に、カールソンは、CBSでの『ジ・アーリー・ショー』の土曜日共同アンカーを、ラス・ミッチェルとともに務めた。2000年に特派員としてCBSニュースに参加し、2002年にアーリー・ショーを担当した。 CBS在職前は、テキサス州フォートワースのKXAS-TVで、週末のアンカーおよびレポーターを務め、オハイオ州 クリーブランドのWOIO -TV、およびシンシナティの WCPO -TVでアンカーおよびレポーターを務めた。 彼女はWRIC-TVの政治記者として、バージニア州リッチモンドでテレビのキャリアを始めた。 

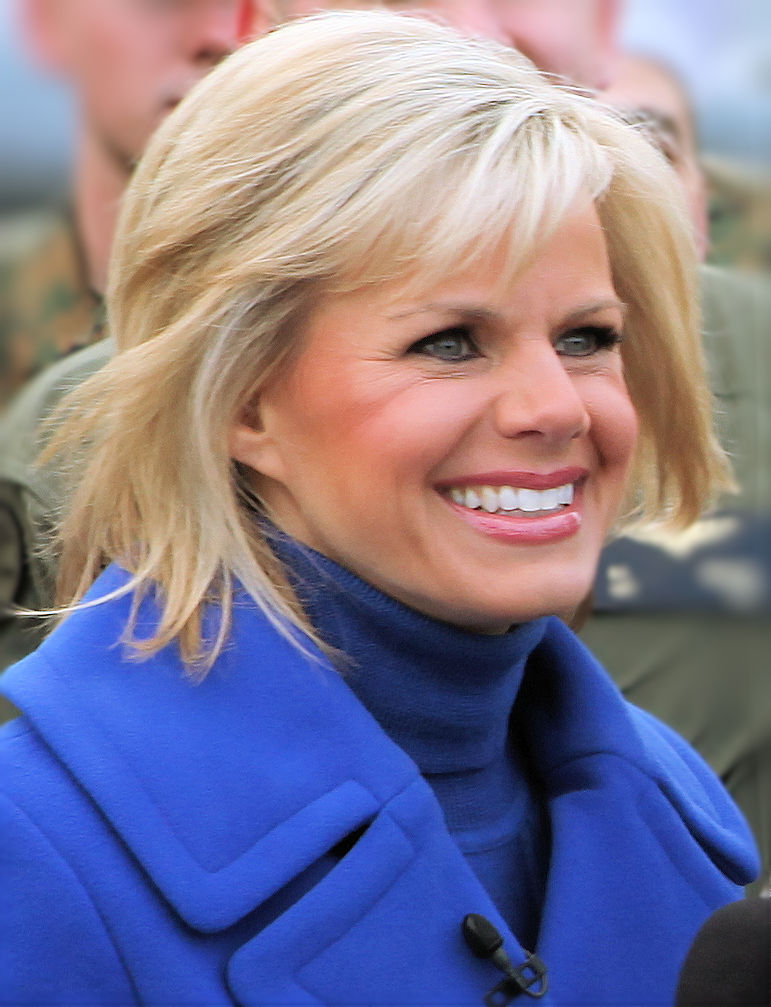
2009年のカールソン

彼女は最初、週末の代理ホストとしてFox＆Friendsに移された。しかし、2006年9月25日、E・D・ヒルが午前10時のフォックス・ニュース・ライブに移動することを含むアンカーの変更により、Fox & Friendsの平日担当枠が空いた。彼女は数年間、Steve DoocyとBrian Kilmeadeと共同ホストを務めた。2013年9月にFox & Friendsを去った彼女は、2013年秋から1時間の昼間番組『The Real Story with Gretchen Carlson』のキャスターを務め、メーガン・ケリーがプライムタイムに移ったことで空いた枠を引き継いだ 。 

### セクシャルハラスメント訴訟和解とA＆E
2016年7月6日、カールソンはフォックスニュースの会長であるロジャー・エイルズに対してニュージャージー州上級裁判所でセクハラ訴訟を起こし、自身のツイッターアカウントで、彼女がフォックスニュースに席がなくなったことを表明した。カールソンは訴状の中で、彼女がエイルズの性的な誘いを断ったために番組を解雇されたと主張している。当時のエイルズは告発は虚偽であると主張したが、カールソンの代理人法律事務所は、FOXニュースでのエイルズの行動について話すために、他の10人の女性が彼らに連絡してきたと主張した。  
カールソンの主張はメディアで広く取り上げられた。 カールソンが前に進んだ後、さらに6人の女性から、ニューヨーク・マガジンのガブリエル・シャーマン誌に対し、エイルズがセクハラをしたこと、およびエイルズが「仕事の機会と引き換えに女性が性的好意を実行することを期待することについて率直に告発があった」と主張した。その後まもなく、カールソン氏はニューヨークタイムズ紙のジョンコブリンへのインタビューに応じ、「同じような状況に直面している可能性のある他の女性たちのために、立ち上がってみたかった」と語った。 
事件が進行するにつれて、カールソンはファンに直接連絡を取り、一連のTwitterビデオ でファンに感謝し、セクハラ被害者の仲間への支援を申し出た。彼女はまた、フォックスが彼女の主張を法廷ではなく密室での仲裁条項によって裁定することを強制する試みを、批判した。フォックスは、カールソンが仲裁において、彼女の主張を裁定するための彼女の契約により強制されたと主張し、裁判所に書類を提出した。カールソンは、「セクハラの犠牲者を秘密の仲裁手続きに押し込むのは間違っている。なぜなら、実際に何が起こったのか誰も知ることができないからだ」と語った。 
2016年7月21日にエイルズが辞任した後 、カールソンは、「今、私は信じられるだろうという安堵感」を感じたと述べたが、彼女はまた、エイルズが辞任するのに時間がかかったことに「憤りを感じた」とも述べた。 
2016年9月6日、21世紀フォックスは、カールソンとの訴訟を和解したと発表した。和解金は、伝えられるところでは2000万ドルであった。 和解の一環として、21世紀フォックスはカールソンに「グレッチェンが、彼女と私たちの同僚全員にふさわしい尊敬と尊厳をもって扱われなかったことを心から後悔し、お詫び申し上げます。」と謝罪した。 
2018年4月、カールソンはA＆Eネットワークスとのひとめぼれ（first-look development）で、契約に至り、A&Eネットワークスのチャンネルで ライフタイムなどの3つのドキュメンタリースペシャルをホストする。 Gretchen Carlson：Breaking the Silenceは、職場のセクハラに関するすべての女性の話に焦点を当て、2019年1月14日にライフタイムで初回放送された  。 
2019年12月、カールソンはニューヨークタイムズで意見（opinion）記事を書き、秘密保持契約のために彼女に何が起こったかをまだ明らかにすることはできないが、そうすることができるのが彼女の望みであると述べた。

### 女性の権利擁護者とミス・アメリカの会長
2017年、カールソンは2冊目の本、Be Fierceを発表した。この本はセクハラの事例を取り上げ、ニューヨークタイムズのベストセラーになった。彼女はまた、2つのTED講演に参加した。1つは職場での女性の権利とセクハラについて、もう1つは私たちが住んでいる超党派的な政治時代と、問題を解決するために国家として一体になる方法について議論している。 
2018年1月1日、カールソンは、ボランティアの立場で、ミスアメリカ機構理事会の議長に選出された。議長に就任して間もなく、カールソンの最初の大きな決断は、理事会の全会一致の投票を経て、ページェントから水着審査を削除することでだった。 カールソンの目標は、「Miss America 2.0」に移行することであったとCNNに報じられた。そこでは、水着のコンテストは舞台上のインタビューに置き換えられる。この動きは、最近のMe Too運動に照らして、見た目から成果に焦点を移すことを目的としている。 
この動きは、主に組織内で意見が分かれた。 ミス・アメリカの理事会の議長としての数ヶ月間、22の州が、カールソン氏とCEOのRegina Hopper氏双方のリーダーシップに対し、透明性の欠如とベストプラクティスの遵守を理由に、不信任投票を行った。 
辞任を求める声が上がったのは、数人の役員が突然辞任を余儀なくされたためである（自分たちによると）。元ミス・アメリカのケイト・シンドルとローラ・ケッペラー・フライスは 、2018年6月に取締役会を辞めた理由として「毒性のある文化（toxic culture）」を挙げた。ウォールストリートジャーナルによると、元ノースカロライナ州のミス・アメリカであるジェニファー・ヴァデン・バースと元メイン州のミス・アメリカであるバレリー・クルーカー・クレメンスは、カールソンが組織の支配権を得ようとしているとの書簡を出した際、辞任を余儀なくされたとのことである。 
2018年8月10日、11人の元ミス・アメリカらは、カールソンとホッパーの両方に辞任を求める声明を発表した。 元ミス・アメリカらは、2017年12月にサム・ハスケル・元CEO兼会長が辞任したメールスキャンダルを受けて、「私たち自身の姉妹（our very own sisters）」を設置する機会が与えられたと述べている。元タイトルホルダーは、取締役会で一時的に共同議長を務めた。そこから、カールソンは新しいCEOを見つけるために全国的な調査を率いることになっていた。書簡は、カールソンが「理事会の検討のための唯一の候補者を選択し、私たちが容認しない方向に組織をまとめた」と続けた。ホッパーは、ディック・クラーク・プロダクションズにメールを漏らし、最終的に組織を落としたことにより、以前のリーダーシップの撤廃を支援した。2018年8月、ミス・アメリカ2018のキャラ・ムンドは、ミス・アメリカのタイトル保持者に手紙を送り、カールソンとホッパーが「私を黙らせ、貶め、疎外させ、ミス・アメリカとしての私の役割を本質的に抹殺した。」と主張した。ムンドはさらに、1月に新しい理事会が就任した後、彼女は「3つの話のポイントを与えられた」と、彼らに固執するように言われたと証言した。 つまり、「 #MeToo運動はミス・アメリカから始まった」。そして彼女もカールソンも、エリート大学の卒業生だった。 
2019年の初め、 ミス・アメリカブランドがNBCに戻ることが発表された。100周年を前に必要な資金を集めるため、カールソンのリーダーシップの下、ミス・アメリカのクーデターと見られていた。ネットワークの契約を確保した後、カールソンは、2019年6月に議長を辞任した。 

## 大衆文化の中で

### 『ザ・ラウデスト・ボイス』
2019年、 FOXニュースでのカールソンのキャリアは、Showtimeミニシリーズ、 『ザ・ラウデスト・ボイス』に描かれた。FOXニュースの共同アンカーとしての彼女の役は、女優のナオミ・ワッツが演じた。 ワッツはインタビューで、カールソンの物語は「刺激的」であり、「尊厳と優雅さ」をもって複数のシナリオを扱ったと述べた。 
他のキャストには、ロジャー・エイルズ役のラッセル・クロウ、ブライアン・ルイス役のセス・マクファーレン、ベスティルソン役のシエナ・ミラーらがいる。シリーズの5番目のエピソードでは、2012年以降のカールソンとエイルズの関係の悪化が描かれている。カールソンは、彼女とFOXニュースとの間の和解における秘密保持条項のために、カールソンが事件について直接話すことができなかったので、多くの事件が初めて公に描写された。 
『ザ・ラウデスト・ボイス』は、彼女が組織を去る直前にカールソンの信用を失墜させるために幹部が仕掛けたFOXニュースでの数々の出来事を描いた。ナオミ・ワッツはその出来事の1つをインタビューで話した。そこでは、生放送の直前にランダムなゲストが彼女の番組に出演し、ライブのテレビでカールソンを攻撃することを唯一の目的としていた。 
このシリーズは、FOXニュースに在籍していた時に収録した音声を初めて放送した。録音は、カールソンがエイルズやFOXニュースの他の同僚からセクハラを受けた、フォックスでのさまざまな事件に関するものだった。ショーは、カールソンが彼女が受けたセクハラを報告するに至るまでの事件にも続く 。『ザ・ラウデスト・ボイス』は、彼女の降格と、彼女が内部告発をした後の出来事を描いたもので、その多くは録音されている。録音はカールソンとFOXニュースの間の和解交渉で主要な役割を果たし続けた。 

### 映画『Bombshell』
FOXニュースでのカールソンのキャリアを描いた映画「Bombshell （邦題・スキャンダル）』は、2019年12月13日に公開された。カールソンはニコール・キッドマンが演じ、他のキャストはマーゴット・ロビー（ケイラ・ポスピジル（架空の人物））、シャーリーズ・セロン（ メーガン・ケリー ）、ジョン・リスゴー（ ロジャー・エイルズ）など。映画は、エイルズが組織を辞任するまでのフォックス・ニュースの出来事を追っている。  

## 著作

### Getting Real
Getting Realはカールソンの最初の本で、2015年に発売された。 この本は彼女がFOXニュースを去る前に発行されたので、主にミス・アメリカと、特定の役割で女性が直面する課題に焦点を当てている。カールソンは、 The National Reviewのインタビューの中で、「ミス・アメリカになった直後に、否定的なステレオタイプに直面しました。それは私の履歴書が蒸発したようなものでしたた...人々がその日の賢い問題について議論したくないとき、フォックスの馬鹿金髪と呼ばれる方がよっぽど楽なんです。」
カールソンは、彼女の回顧録で、彼女や他の人々が直面していた性差別やその他の差別について言及した。ロジャー・エイルズ事件に続いて、多くのメディア解説者は新しいアプローチでGetting Realを再び取り上げた。この本は、Fox Newsで働いていたときに直面したハラスメントに立ち向かう、カールソンの最初のステップであると述べた人もいる。 

### Be Fierce
2017年、彼女は2冊目の本「Be Fierce：Stop Harassment And Take Your Power Back」を発表した。 カールソンは、この出版物をプラットフォームとして使用して、セクハラを経験した全米の女性の物語を伝えた。インタビュー中、女性は男性の同僚によってどのように客観化されたかについて複数の例を挙げた。 

## 慈善活動・受賞・功績
カールソンは2017年に「ギフトの勇気基金」とグレッチェン・カールソン・リーダーシップ・イニシアチブ（Gretchen Carlson Leadership Initiative; GCLI）を設立した。GCLIは「ジェンダーに基づく暴力、差別、ハラスメント」に苦しんでいた個人を支援することを目的として、 All In Togetherと提携した。ローンチ時には、このイニシアチブは米国13の都市で開催された。 
USAトゥデイは、カールソンが2冊目の本からの収益のすべてを「ギフトの勇気基金」に寄付すると発表した。2018年、基金は、Gretchen Carlson March of Dimes Advocacy Fellowsを設立するための助成金も提供した。 
カールソンは、Miss You Can Do Itを頻繁にサポートしてきた。「コンテストの参加者の衣装よりも重要なのは、彼らの心にあるものだ」というミス・コンテストである。 脳性麻痺で生まれた元ミス・アイオワUSA選出のアビー・カランによって設立されたこのミス・コンテストは、特別なニーズと課題を抱えて生きる少女と若い女性を称える。 
2016年、コンテストのMCをカールソンが務めた。 

### ミス・コンテスト
- ミス・アメリカ（1989年）- 先代 ケイ・ラニ・レイ・ラフコウィルソン（英語版）、次代 デビー・ターナー（英語版）
- ミス・ミネソタ（1988年）- 先代 Katherine Killeen、次代 Susan Johnson

## 私生活
1997年10月4日、カールソンはスポーツエージェントのケーシー・クローズと結婚した。彼らはコネチカット州グリニッジに2人の子供と住んでいる。 
彼女は、2009年6月9日にFox & Friendsで、またグレン・ベックのフォックスニュースプログラムでも繰り返し、両親の自動車販売店が、ゼネラルモーターズの再編と破産の一環として、閉鎖候補に選ばれたことを発表した 。1年後、 Star Tribuneは次のように報じた。「それには議会の働きが必要で、全国的にテレビでアピールし、オーナー側にも少し歴史があるのかもしれません。しかし、メインモーターは、カールソン家が91年間所有してきたアノカの自動車販売店であり、その後もゼネラルモーターズの販売店を維持することになりました。」
グレッチェン・カールソンと解説者のタッカー・カールソンは、双方ともFOXニュースで働いていたが、無関係。 